# Jadwiżyn (powiat drawski)
Jadwiżyn (niem. Charlottenhof) – osada w Polsce położona w województwie zachodniopomorskim, w powiecie drawskim, w gminie Złocieniec.
W latach 1975–1998 miejscowość administracyjnie należała do województwa koszalińskiego. W roku 2007 osada liczyła 27 mieszkańców. Miejscowość wchodzi w skład sołectwa Warniłęg.

## Geografia
Osada leży ok. 200 m na południe od Warniłęga, ok. 1,6 km na zachód od jeziora Drawsko.